# اسوالد تانشو
اسوالد تانشو (انگلیسی: Oswald Tanchot؛ زادهٔ ۷ اوت ۱۹۷۳) بازیکن فوتبال اهل فرانسه است.